# Pentium
De Pentium is een sinds 1993 geproduceerde microprocessor van Intel, die gebruikmaakt van de x86-instructieset. De introductie in 1993 was technisch een flinke stap voor Intel; marketingtechnisch brak met de introductie van deze processor een nieuw tijdperk aan. Logischerwijs zou de processor het nummer 80586 of i586 gekregen hebben, maar de naam werd veranderd in Pentium (het Griekse telwoord "πεντα" ("penta") betekent "vijf"), omdat getallen niet als merk geregistreerd konden worden. Pentium is in 2006 vervangen door Core.

## Architectuur
Net als bij de 80486 was er aan de instructieset van de processor nagenoeg niets veranderd. Het accent bij de Pentium lag op snelheid. De grote vernieuwing van de Pentium was dat hij superscalair was, wat betekent dat hij meerdere instructies tegelijk kan uitvoeren. Logica in de processor bepaalde of twee opeenvolgende instructies van elkaar afhingen; zo nee, dan werden ze naar de twee verschillende uitvoeringseenheden in de processor doorgestuurd, de zogeheten u- en v-pijplijn, en parallel uitgevoerd.
Net als bij de 80486DX was de floating-point unit (FPU) geïntegreerd op de chip, maar nieuw was dat deze nu ook onderdeel was van de pipeline-architectuur (die voor niet-FPU-bewerkingen al bestond vanaf de 80386).
Deze aanpak leverde aanzienlijke snelheidswinsten op ten opzichte van voorgaande Intel-processoren. De Pentium had aanvankelijk echter veel problemen met de warmteafgifte en werd op de voor die tijd vrij lage snelheden van 60 en 66 MHz geleverd.
Met de introductie van de Pentium verkocht Intel niet langer licenties aan haar concurrenten om de processor te mogen bouwen. Deze werkten dan ook nog met de 80486-processor. Doordat de Pentium achterbleef in de hoeveelheid megahertzen en de concurrentie met succes de 80486 op steeds hogere kloksnelheden wist te krijgen, bleef de markt concurrerend. Andere bedrijven hadden de tijd om hun eigen ontwerpen te ontwikkelen.

## Problemen
De nieuwe FPU zorgde echter ook voor een domper op de feestvreugde. Op 30 oktober 1994 berichtte professor Thomas Nicely van het Lynchburg College dat er een bug zat in de FPU van de Pentiumprocessor. Bepaalde deeloperaties leverden een resultaat op dat zeer licht afweek van het goede antwoord. Op het internet werd de bug in een snel tempo door verschillende mensen bevestigd en werd hij de FDIV-bug genoemd (FDIV is de x86-instructie voor een deeloperatie met gebroken getallen).
Intel ontkende aanvankelijk dat er een probleem was. Later veranderde men van standpunt; het probleem zou bijzonder klein zijn en maar op een klein aantal berekeningen optreden. Indien men kon bewijzen dat men er problemen mee had, kon de processor kosteloos omgewisseld worden. Het gevolg van deze vreemde PR-actie liet zich raden en de FDIV-bug was opeens het gesprek van de dag in computerland. Intels concurrenten, met name IBM, lieten geen gelegenheid verloren gaan Intel zwart te maken. Als gevolg hiervan had Intel geen andere keus dan over te gaan tot de grootste terugroepactie in de geschiedenis van de computerindustrie.

## Marketing
De introductie van de Pentium ging samen met een uitgebreide reclamecampagne. Als onderdeel hiervan (en omdat een nummer niet als merk viel te registreren) had de processor voor het eerst een naam in plaats van een nummer.
Vanwege het succes van de marketingcampagne zouden alle volgende processoren van Intel de benaming Pentium meekrijgen, ook al waren het compleet andere processoren. Pas met de Intel Core is de Pentium-naam verlaten.

## Modellen
| Codenaam             | PS5        | PS5        | P54       | P54        | P54        | P54        | P54C       | P54C      | P54C      | P54C      | P54C      | P55C | P55C | P55C | P55C      | P55C      | P55C      | P55C (Tillamook) | P55C (Tillamook) | P55C (Tillamook) | P55C (Tillamook) |
| Procesgrootte (µm)   | 0,80       | 0,80       | 0,60      | 0,60       | 0,60       | 0,60       | 0,35       | 0,35      | 0,35      | 0,35      | 0,35      | 0,35 | 0,35 | 0,35 | 0,35      | 0,35      | 0,35      | 0,25             | 0,25             | 0,25             | 0,25             |
| Klokfrequentie (MHz) | 60         | 66         | 75        | 90         | 100        | 120        | 120        | 133       | 150       | 166       | 200       | 120* | 133* | 150* | 166       | 200       | 233       | 200              | 233              | 266              | 300              |
| Voedingsspanning (V) | 5,0        | 5,0        | 3,3       | 3,3        | 3,3        | 3,3        | 3,3        | 3,3       | 3,3       | 3,3       | 3,3       | 2,8  | 2,8  | 2,8  | 2,8       | 2,8       | 2,8       | 1,8              | 1,8              | 1,8              | 1,8              |
| Geïntroduceerd       | Maart 1993 | Maart 1993 | Okt. 1994 | Maart 1994 | Maart 1994 | Maart 1995 | Maart 1995 | Juni 1995 | Jan. 1996 | Jan. 1996 | Juni 1996 |      |      |      | Okt. 1996 | Okt. 1996 | Juni 1997 | Sept. 1997       | Sept. 1997       | Jan. 1998        | Jan. 1999        |

- * Deze zijn alleen beschikbaar voor notebooks.